# Heinrich-Schütz-Schule

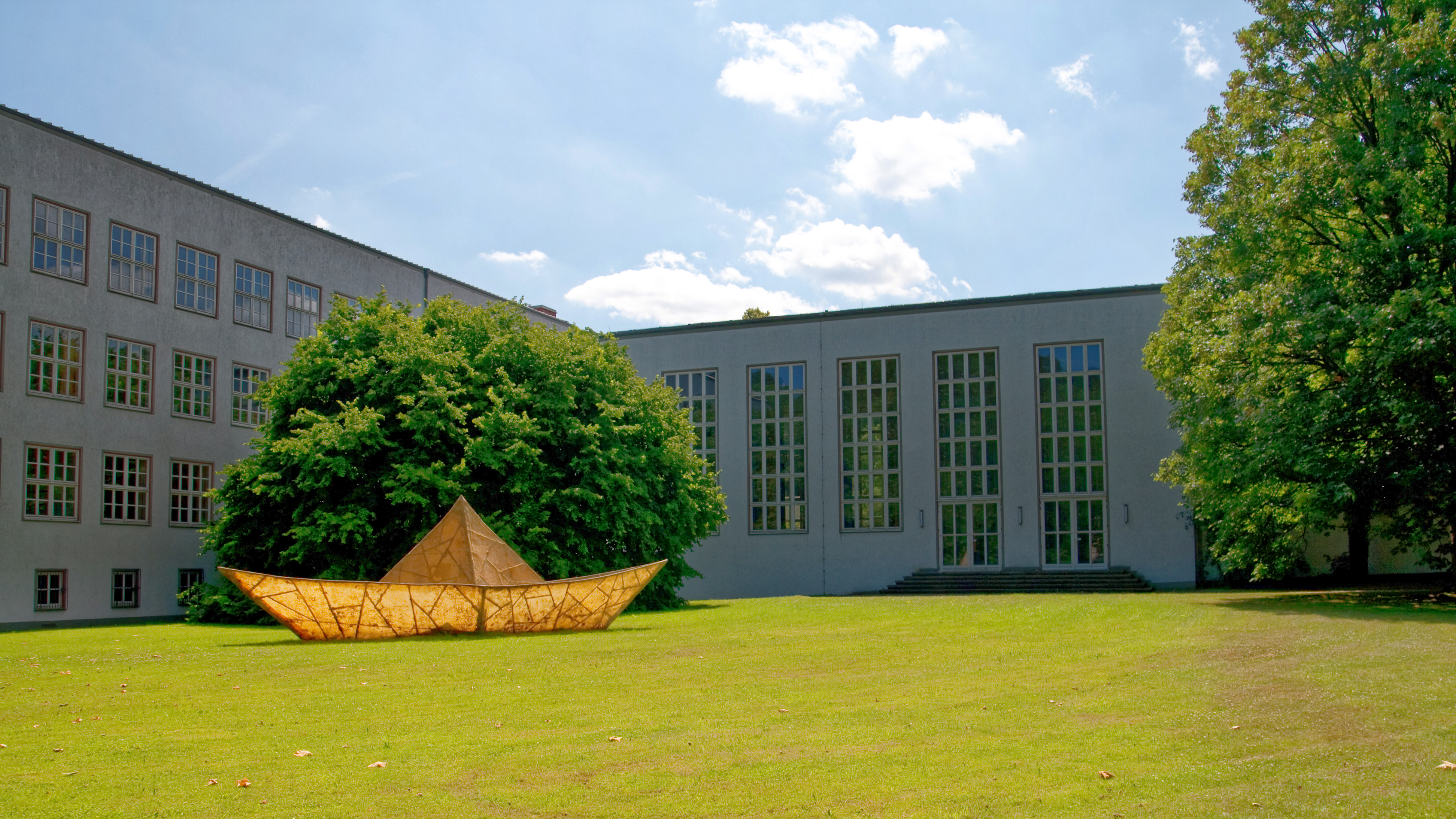
Heinrich-Schütz-Schule, Kassel

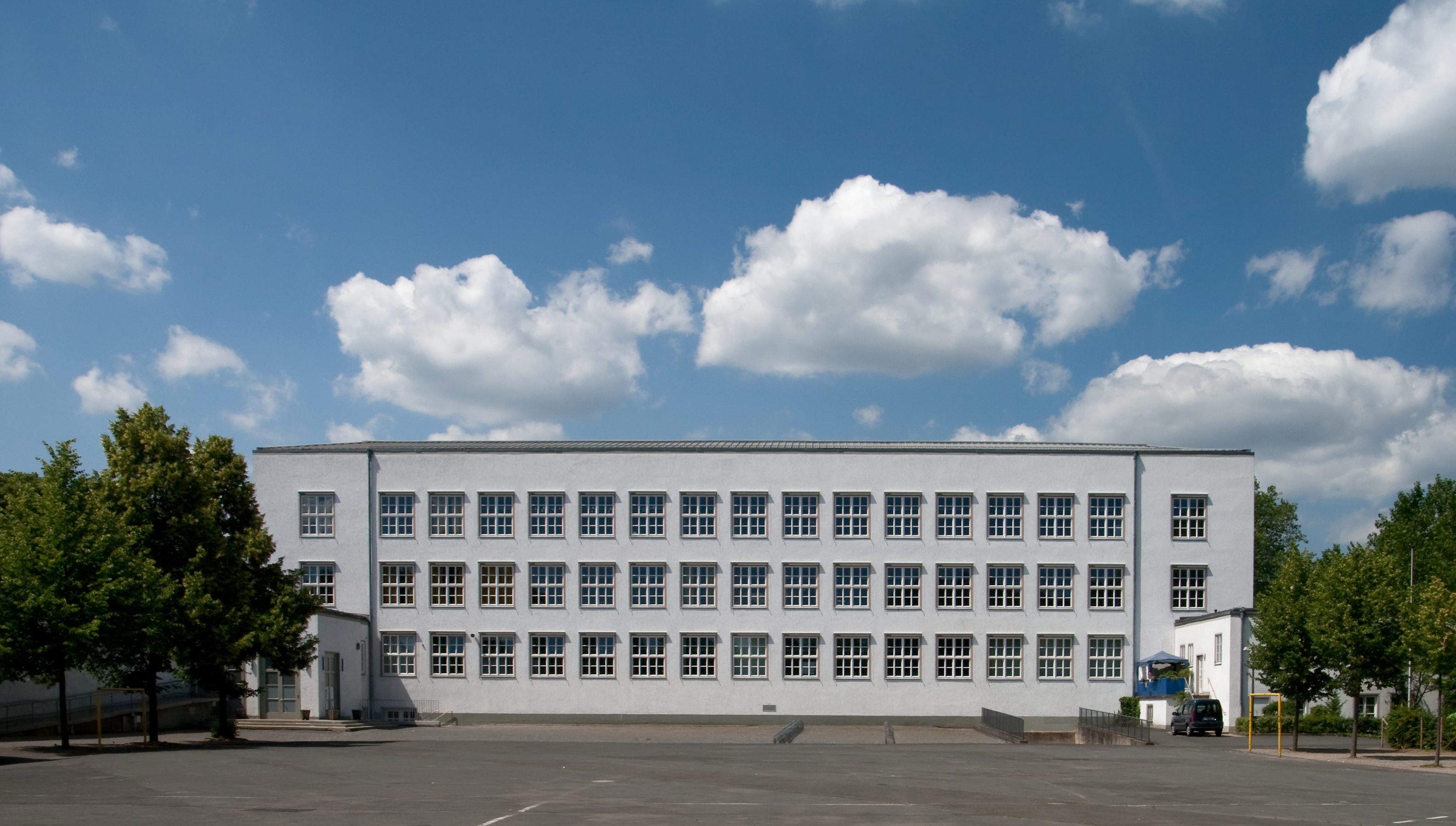
Heinrich-Schütz-Schule Kassel

Die Heinrich-Schütz-Schule (1930–1940 Malwida-von-Meysenbug-Schule) in Kassel (Hessen, Deutschland) ist eine koedukative schulformbezogene kooperative Gesamtschule mit musikalischem Schwerpunkt. An ihr werden die Klassen 5 bis 10 angeboten; der gymnasiale Bereich wird, nach einer Elternbefragung, seit dem Schuljahr 2008/2009 wieder in der G9-Form angeboten. Nach Abschluss der Klasse 10 (G8 = Klasse 9) kann an der Jacob-Grimm-Schule, einem reinen Oberstufengymnasium, das Abitur erworben werden.

## Geschichte

### 1904–1923
Die 1904 vom Verein Frauenbildung-Frauenstudium gegründeten vierjährigen realgymnasialen Kurse zur Vorbereitung auf das Abitur für Frauen und Mädchen waren die Vorgänger der heutigen Schule. Damals kannte Preußen, zu dem Kassel gehörte, keine höheren Bildungsabschlüsse für junge Frauen. Der Verein war unter anderem inspiriert durch die von Helene Lange repräsentierte bürgerliche Frauenbewegung, die sich für die Gleichheit der Bildungschancen auf dem Weg zur Gleichberechtigung von Mann und Frau einsetzte.
Nachdem im Jahre 1908 in Preußen eine Reform des Schulwesens durchgeführt worden war, wurden die Kurse 1909 in die Städtische Studienanstalt der realgymnasialen Richtung zu Cassel übergeleitet. Dieses Jahr gilt als Gründungsjahr der Schule. Sie war das erste Mädchengymnasium im Regierungsbezirk Kassel der Provinz Hessen-Nassau, war im alten Rathaus untergebracht und wurde von Professor Alexander Kratsch geleitet. Die Schule war unter anderem durch die Mitbestimmung der Eltern und Selbstverwaltung der Schülerinnen geprägt; dies ging so weit, dass die Schülerinnen mit den Lehrern gemeinsam die Lehrpläne diskutierten. Bereits 1911 wurde das erste Abitur abgenommen. Im gleichen Jahr wurde an der Schule der erste Schülerinnen-Ruderverein im Deutschen Kaiserreich gegründet.
Als 1919 der Kasseler Arbeiter- und Soldatenrat in das Schulgebäude einzog, wurde der Schulbetrieb vorübergehend in der Luisenschule untergebracht.

### 1923–1933
1923 wurde die Schule mit dem „Kästnerschen Lyceum“, einer zu Ehren ihrer langjährigen Leiterin Julie von Kästner benannten Höheren Töchterschule, vereinigt und in Lyzeum mit Studienanstalt umbenannt. In diesem Jahr wurden 440 Schülerinnen von 28 Lehrern unterrichtet. 1928 wurde Franz Becker, ein prominenter Vertreter der Deutschen Volkspartei, als Nachfolger von Prof. Kratsch zum Schulleiter ernannt; er blieb bis 1945 im Amt.
1930 ging die Schule in die Trägerschaft des preußischen Staats über und bezog das von der Stadt neu errichtete und von Heinrich Tessenow geplante Schulgebäude an der Goethe-Anlage. Anlässlich des Einzugs in das neue Schulgebäude wurde die Schule nach der Schriftstellerin Malwida von Meysenbug benannt. Bei den vorangegangenen Diskussionen zur Namensgebung waren zudem Helene Lange und Gertrud Bäumer als weitere Vertreterinnen der Frauenbewegung im Gespräch gewesen.
Von den rund 400 Abiturientinnen der Schuljahrgänge 1912–1932 strebten circa 16 % ein Medizinstudium an, ungefähr ebenso viele ein geisteswissenschaftliches und 8 % ein naturwissenschaftliches Studium. Ansonsten dominierten bei der Berufswahl die Sozialen Berufe.

### 1933–1945
Mit der Machtübernahme durch die Nationalsozialisten änderte sich auch an der Schule vieles, so auch das Verhalten vieler Schülerinnen gegenüber den jüdischen Schülerinnen. Die jüdischen Mitschülerinnen konnten 1934 letztmals das Abitur ablegen. Eltern-, Schülerinnen- und Lehrermitbestimmung wurden schon 1934 abgeschafft. 1934 waren rund 60 % der Schülerinnen der Malwida-von-Meysenbug-Schule bei den Jungmädeln bzw. beim Bund Deutscher Mädel organisiert, 1936 waren es bereits 92,65 %. Für diesen hohen Organisationsgrad wurde der Schule am 28. August 1936 die HJ-Fahne verliehen.
Der Ruderinnenverein wurde 1937 praktisch aufgelöst; die Boote und das bisher schuleigene Bootshaus gingen in Staatsbesitz über und Rudern wurde Pflichtprogramm im Sportunterricht. 1938 wurde mit der nationalsozialistischen Schulreform ein hauswirtschaftlicher Zweig der Oberstufe eingerichtet, die Schulzeit um ein Jahr verkürzt und Englisch zur ersten Pflichtfremdsprache bestimmt. Ab 1939 litt der Schulbetrieb zunehmend durch den Einzug einer militärischen Behörde in das Gebäude, die Einberufung von Lehrern zum Wehrdienst und die vielen Hilfsdienste, die die Schülerinnen leisten mussten.
Am 1. Januar 1940 wurde die Malwida-von-Meysenbug-Schule nach dem Komponisten Heinrich Schütz in Heinrich-Schütz-Schule umbenannt, da der bisherige Name für die Machthaber nicht mehr akzeptabel war.
Nach der Bombennacht vom 22./23. Oktober 1943 wurde die Schule im Rahmen der Kinderlandverschickung nach Bad Wildungen verlegt.

### Seit 1945
Nach dem Zweiten Weltkrieg wurden das außer dem Südflügel nahezu unversehrte Schulgebäude von den Amerikanischen Besatzungsbehörden beschlagnahmt. Noch 1947 wurden die Aula als Kino Liberty und die Turnhalle als Autohalle durch die Besatzungsbehörden genutzt. Das Kino wurde später auch für die Öffentlichkeit zugängig. Insgesamt wurden während des Zweiten Weltkrieges 83 Prozent der Schulräume in Kassel zerstört.
Der Schulbetrieb wurde am 1. November 1945, mit Genehmigung durch die Militärregierung, wieder aufgenommen und in Baracken anderer Schulen, Wirtshäusern und Privatwohnungen abgehalten; offiziell war der Beginn der Aufnahme des Schulunterrichts auf den 31. Januar 1946 festgelegt worden. Erster Direktor der nun als „staatliches Realgymnasium für Mädchen“ bezeichneten Schule wurde Dr. Pröbsting. Erst 1947 fand der Unterricht wieder in den ursprünglichen Schulgebäuden an der Goethe-Anlage statt. Auch die folgenden Jahre waren durch Raummangel gekennzeichnet. Dr. Pröbsting wurde 1948 von Dr. Rabeler als Schulleiter abgelöst und 1950 erneut zum Schulleiter berufen. Erst 1951 wurde die Bombenlücke im Südflügel wieder geschlossen. Bis 1959 wurden die Schulgebäude von der Jacob-Grimm-Schule, Herderschule, Friedrichsgymnasium, dem Pädagogischen Institut, der Staatlichen Werkakademie und einer Knabenmittelschule mitbenutzt. Im Erdgeschoss war bis 1954 die Jacob-Grimm-Schule, im ersten Stock die Heinrich-Schütz-Schule untergebracht. 1953 wurden bereits über 1000 Schülerinnen an der Schule gezählt.
Mit der Verabschiedung des Schulleiters Pröbsting 1963 übernahm Kurt Franke diese Funktion, der als Studienassessor 1939 an der Schule wirkte. 1964 wurde eine Oberstufenklasse für Realschulabsolventen eröffnet, und 1966 wurde die Schule in eine Koedukationsschule umgewandelt. 1967 wurde das Wirtschaftsgymnasium der Friedrich-List-Schule in die Oberstufe der Heinrich-Schütz-Schule integriert. Obwohl 1975 ein neuer Anbau eingeweiht wurde, musste aus Platzmangel von 1977 bis 1983 eine „Dependance“ in der J.F.-Kennedy-Straße in Kassel-Harleshausen betrieben werden, in der die Klassen 5 bis 7 unterrichtet wurden. 1979 wurde ein Betriebspraktikum für die Klasse 9 eingeführt; im gleichen Jahr begann auch die Zusammenarbeit mit dem Schullandheim in Niedenstein.
Seit Ende der 1960er Jahre wurde über die Fortentwicklung des Schulwesens in Kassel diskutiert. Hierbei wurde auf ein System von Stufenschulen gesetzt. Am 7. Februar 1972 verabschiedete die Kasseler Stadtverordnetenversammlung den entsprechenden Rahmenplan für die Schulentwicklung. Für die Heinrich-Schütz-Schule bedeutete dieser Plan den Verlust der Oberstufe und die Umwandlung in eine Mittelstufenschule (Sekundarstufe I).

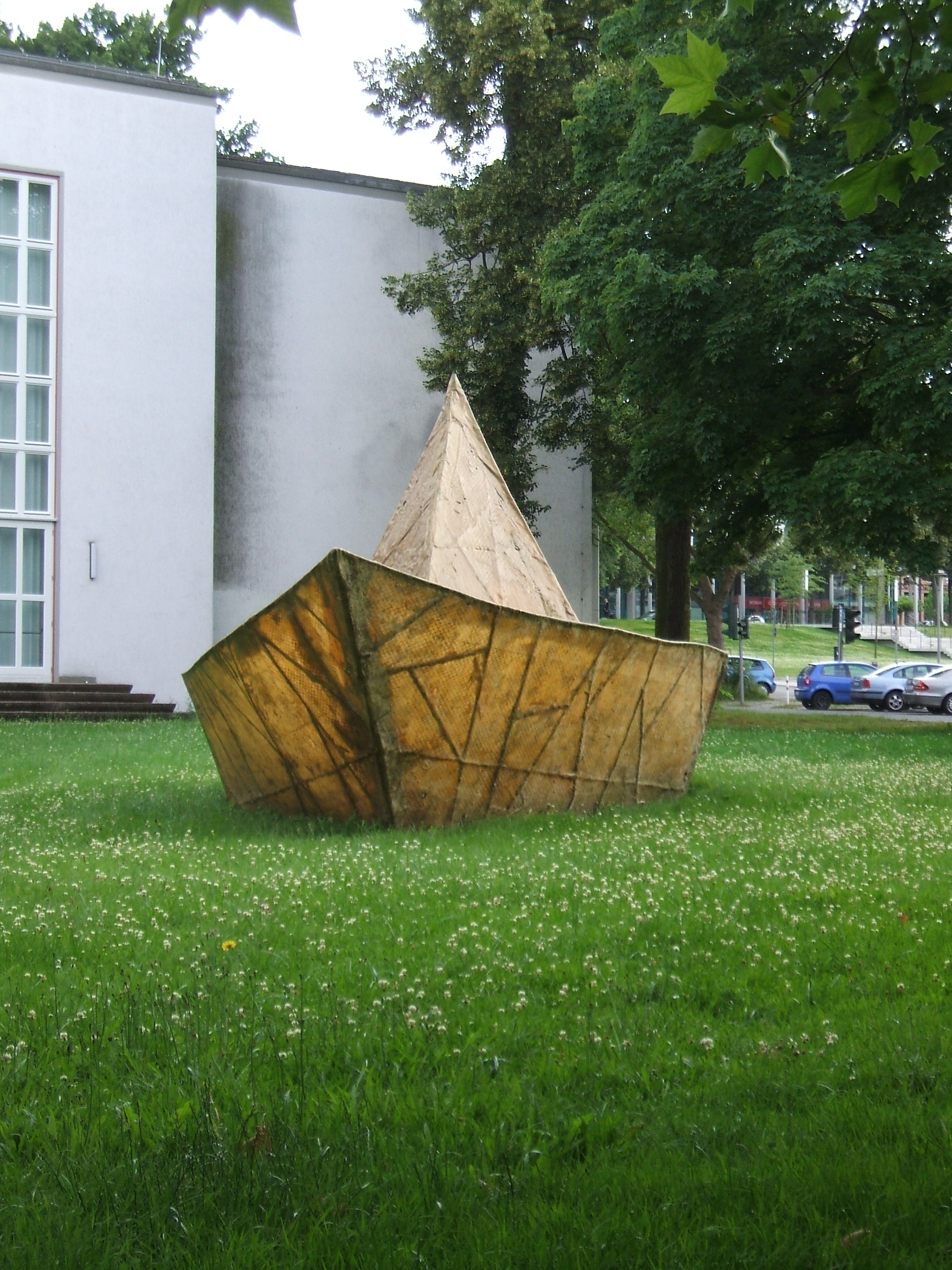
Traumschiff Tante Olga des Künstlers Anatol Herzfeld

Als Teil der Documenta 6 wurde das von Anatol Herzfeld aus Polyester gefertigte und an ein gefaltetes Papierboot erinnernde „Traumschiff Tante Olga“ an der Heinrich-Schütz-Schule 1977 aufgestellt.
Nachdem der Beschluss gefasst worden war, die Oberstufe nicht mehr weiterzuführen, verließen 1981 die ersten Schülerinnen und Schüler nach der 10. Klasse die Schule, um ihre Schullaufbahn an der Jacob-Grimm-Schule fortzusetzen. Das letzte Abitur wurde 1983 abgenommen, ab dem Schuljahr 1983/84 bestanden nur noch die Klassen 5 bis 9. Im Jahre 1986 wurde die Schule dann mit Erlass des hessischen Kultusministers in eine schulformbezogene Gesamtschule umgewandelt. Bereits im Schuljahr 1986/87 erfolgte die Einrichtung des ersten Förderstufenjahrgangs.
Weitere Veränderungen folgten ab 1997. Für interessierte und begabte Schülerinnen und Schüler ab Jahrgang 5 wurde eine 3. Musikstunde pro Woche eingeführt, woraufhin der Schule im November 2002 vom Kultusministerium die Bezeichnung „Schule mit dem Schwerpunkt Musik“ zuerkannt wurde. Die Förderstufe wurde 1997 wieder aufgelöst, und Schule war nun eine schulformbezogene Gesamtschule ab Jahrgang 5, in welcher der Unterricht ab Jahrgang 5 in den drei Schulzweigen erfolgte. Ab 2005 wurde eine pädagogische Mittagsbetreuung angeboten. Arbeitsgemeinschaften und Mittagessen wurden eingerichtet. Mit dem Schuljahr 2008/09 wurde der neunjährige gymnasiale Bildungsgang (G9) wieder eingeführt. Im Jahr 2009 feierte die Schule ihre 100-jähriges Bestehen.
Als erste Schule in Hessen hat die Schule Parkourmodule für den Sportunterricht angeschafft und bietet eine Parkour-AG an.

## Rückbesinnung auf Malwida von Meysenbug

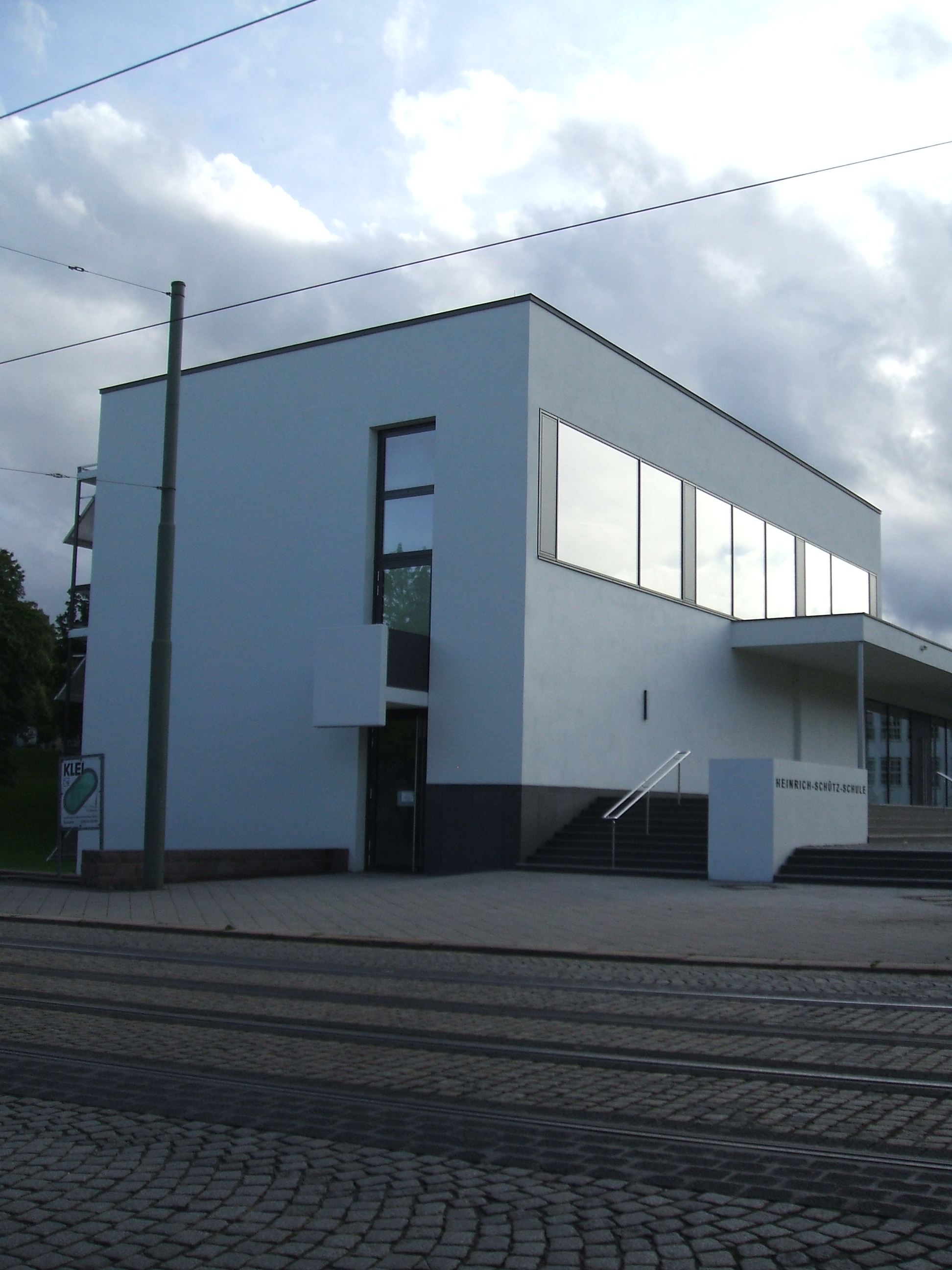
Straßenansicht des Malwida-von-Meysenbug-Flügels

Die Schulgemeinde hatte 1956 beschlossen, den von den Nationalsozialisten 1940 vergebenen Namen Heinrich-Schütz-Schule zu behalten. Erst mit der Fertigstellung eines Schulflügelneubaus als Malwida-von-Meysenbug-Flügel im Jahre 2011 erinnerte die Schule wieder an die Schriftstellerin. Der Flügel wurde von 2009 bis 2011 neben dem Neubau der Mensa errichtet. Er bietet 13 Fachklassen, überwiegend Naturwissenschaften und Musik, auf 2300 m² Platz. Des Weiteren wurde die Sanierung des Altbaus durchgeführt. Insgesamt beliefen sich die Investitionen auf zehn Millionen Euro.

## Außerschulische Aktivitäten
Mit ihren Rudermannschaften nimmt die Schule an zahlreichen Wettkämpfen teil. Dabei qualifizierten sich auch einige ihrer Boote für die Deutschen Schulmeisterschaften in mehreren Klassen. Bei den deutschen Rudermeisterschaften der Schulen im Jahre 1970 war die Schule mit drei ersten, einem zweiten und einem dritten Platz die erfolgreichste. Im Jahre 2011 erreichte der Gig-Vierer den dritten Platz bei den Hessischen Schulmeisterschaften.
Die Big Band der Schule hat zahlreiche öffentliche Auftritte, auch außerhalb der Schule, so zum Beispiel beim ersten Tag der offenen Tür des Bundessozialgerichts in Kassel.

## Förderverein
Im Schuljahr 1929/30 wurde die „Vereinigung der Freunde“ als Förderverein des Lyzeums mit Studienanstalt zu Kassel gegründet.

## Schulleiter
- 1909–1928 Alexander Kratsch[4]
- 1928–1945 Franz Becker[6]
- 1945–1948 Herr Pröbsting[15]
- 1948–1950 Theodor Rabeler[15][26]
- 1950–1963 Herr Pröbsting[15]
- 1963–1975 Kurt Franke[19][17]
- 1975–1990 Herbert Mehrhoff[27][18]
- 1990–2004 Karl-Ernst Müller[28]
- 2004–2015 Jörg Sperling[29]
- seit 2015 Ines Blumenstein[30]

## Bekannte Lehrer
- Horst Müller, Theaterregisseur und Autor

## Bekannte Schüler
- Frieda H. Sichel (1889–1976), deutsche Nationalökonomin und südafrikanische Sozialarbeiterin
- Hedwig Jochmus, deutsche Politikerin (MdB, MdL, CDU)[31]
- Hedi Flitz, deutsche Politikerin (MdB, FDP)[32]
- Steffen Hallaschka, deutscher Hörfunk- und Fernsehmoderator[33]
- Stefan Hunstein, Theater- und Filmschauspieler, u. a. langjähriges Ensemblemitglied der Kammerspiele München, später am Schauspielhaus.
- Klaus Siebenhaar, Hochschullehrer, Kulturmanager und Verleger
- Gunther Tietz (1961–1993), Schriftsteller